# Лучик Василь Вікторович
Василь Вікторович Лучик (20 жовтня 1954, Михайлівка, Кельменецький район, Чернівецька область — 11 серпня 2019) — український мовознавець, етимолог, доктор філологічних наук, професор, заслужений діяч науки та техніки України, завідувач кафедри загального і слов'янського мовознавства Національного університету «Києво-Могилянська академія», провідний науковий співробітник Інституту мовознавства ім. О. О. Потебні НАН України.

## Освіта
- У 1980 році закінчив філологічний факультет Чернівецького державного університету.
- З 1992 по 1995 — навчався у докторантурі при кафедрі української мови Національного педагогічного університету ім. М. Драгоманова.
- У 1995 році захистив докторську дисертацію на тему «Гідронімія Середнього Дніпро-Бузького межиріччя» зі спеціальності «Українська мова».

## Творчий шлях
- 1980 — 1984 — асистент кафедри російської мови Полтавського державного педагогічного інституту ім. В. Г. Короленка.
- 1984 — 1992 — старший викладач, доцент кафедри філологічних дисциплін Кіровоградського державного педагогічного інституту.
- 1995 — 2004 — доцент, професор, завідувач кафедри української мови Кіровоградського державного педагогічного університету імені Володимира Винниченка.
- з 2004 — професор кафедри української мови Національного університету «Києво-Могилянська академія».
- з 2008 (одночасно) — старший науковий співробітник Інституту мовознавства ім. О. О. Потебні НАН України.

## Професійна активність
- 1996–2002 роки. Член топонімічної комісії при Кіровоградській міській раді народних депутатів.
- 1999–2004 роки. Відповідальний редактор «Наукових записок. Серія: Філологічні науки (мовознавство)» Кіровоградського державного педагогічного інституту.
- з 1999 року — член спеціалізованої вченої ради при Центральноукраїнському педуніверситеті.
- з 2001 року — член редакційної колегії науково-теоретичного журналу Інституту української мови НАН України «Українська мова».
- з 2002 року — член редакційної колегії збірника наукових праць Одеського національного університету «Записки з ономастики».
- з 2003 року — член Загальнослов'янської ономастичної комісії.
- з 2004 року — член спеціалізованої вченої ради при Харківському національному університеті ім. В. Н. Каразіна.

## Публікації
- Лучик В. В. Автохтонні гідроніми Середнього Дніпро-Бузького межиріччя / Кіровоградський держ. педагогічний ін-т ім. В. К. Винниченка. — Кіровоград, 1996. — 235 с.
- Лучик В. В. Іншомовні гідроніми Середнього Дніпро-Бузького межиріччя / Кіровоградський держ. педагогічний ун-т ім. Володимира Винниченка. — Кіровоград, 1999. — 104 с.
- Лучик В. В. Вступ до слов'янської філології. Видавництво — Академія, Рік видання — 2008. Обсяг — 344 с.
- Громко Т. В., Лучик В. В., Поляруш Т. І. Словник народних географічних термінів Кіровоградщини. — Київ-Кіровоград, 1999. — 224 с.
- Лучик В. В. Етимологічний словник топонімів України / В. В. Лучик; відп. ред. В. Г. Скляренко. — К. : ВЦ «Академія», 2014. — 544 с. — ISBN 978-966-580-454-3.

## Нагороди
- Заслужений діяч науки і техніки України (2015)[2]
- Відмінник освіти України